# 浮島神社 (嘉島町)
浮島神社（うきしまじんじゃ）は熊本県上益城郡嘉島町にある夫婦神を祀った神社。
正式名称は「浮島熊野坐神社」（うきしまくまのますじんじゃ）。地元では親しみを込めて「浮島さん」と呼ばれている。
正確には島ではなく、半島のように池に突き出た部分に神社が鎮座しており、対岸から眺めると浮島のように見え、厳島神社を髣髴とさせる。また、周囲は「浮島周辺水辺公園」として整備されている。

## 祭神
イザナギの尊・イザナミの尊（熊野宮）を祀る。

## 由緒
平安時代の長保3年（1001年）、この地を治めていた井王家3代目　井王　三郎直久は、湿地帯のため五穀の収穫が思うようにいかないため、屋敷神である、熊野坐神社に日夜祈っていた。ある夜、枕元に熊野の神が現れ、「屋敷の北側を掘れ！」との教えを授けられた。そこで、掘ってみると、みるみる周辺の水が集まり、大きな池になった。おかげで、湿地から水気がなくなり、作物の収穫が上がり、みな喜んだ。
その晩、黄金色に輝く大きな石が池に現れ、人々を驚かす。これを「兜石」と名付けた。「兜石」は、現在も池のどこかに沈んでいる。その日から、ひっきりなしに人々が見物に来て、にぎわった。「兜石」をご神体とし、屋敷神を神社へと移行し、井王三郎自身が神主となった。以来、千年、井王家が神職を担っている。現在の宮司は41代目。

## ご利益
古事記の通り、この日本国をはじめ多くの神々をお産みになられました仲の良い夫婦神のため、縁結び、夫婦和合、子宝、安産、初宮詣、家内安全、地鎮祭に大吉。
また、男神のいざなぎの尊は「禊」を発明した神のため厄祓いにもご利益がある。
浮島は、台風などの大雨でも水につからないため、浮き沈みの激しい業界では、縁起を担ぎお参りが多い。
浮くということから、営業成績、病気がちな身体、成績などが浮上する浮き守りが有名である。
また、病気、悪い癖などを抑える封じ守り、自転車歴２０年の宮司とフェイスブックの友達で作った自転車守りも人気。

## 祭祀
例祭は9月15日。
1月7日の七草粥は、神社の神饌田で作った赤米・黒米でおかゆを作り、参拝者に無料で振舞う。大変なにぎわいである。
12月31日のうき美たま祭は、水に浮かべると点灯するろうそく型のLEDを浮かべ、来る年の幸せ、縁結び、家内安全を祈る神事は幻想的でとても美しい。東日本大震災発生から義援金を集める神事として斎行している。
平成24年3月11日にも実施した。

## 神の池
- 池は6000坪の湧水で、1日の噴出量は約15万トン。名水の誉れも高く、数々の賞を受賞している。

## 賞
- 平成の名水百選
- 水の郷百選
- ため池百選

## イベント
- 平成25年10月27日　日曜　浮島ミヤシェ　御むすび市
- 平成25年11月24日　日曜　第1.5回　自転車市庭

## アクセス

### 鉄道
- 最寄り駅はなし

かつては熊延鉄道：「六嘉駅」（ともに昭和39年（1964年）3月31日廃止）が最寄り駅であった。

### バス
- 熊本市方面から：桜町BT（24番のりば）から熊本バス（路線番号：東11）で「御船経由甲佐・砥用・玉虫行き」または「イオンモール熊本経由城南行き」に乗り、「下六嘉」バス停で下車。徒歩約10分。
- イオンモール熊本から：「イオンモール熊本」バス停から熊本バス（路線番号：東11）で「健軍・県庁経由桜町BT・熊本駅行き」に乗り、「下六嘉」バス停で下車。徒歩約10分。

### 自家用車
- 熊本県道226号六嘉秋津新町線
- 熊本市電健軍町停留場から車で約10分。
- 九州道：「御船IC」より車で約10分。駐車場あり。大型バスも可。

## ギャラリー

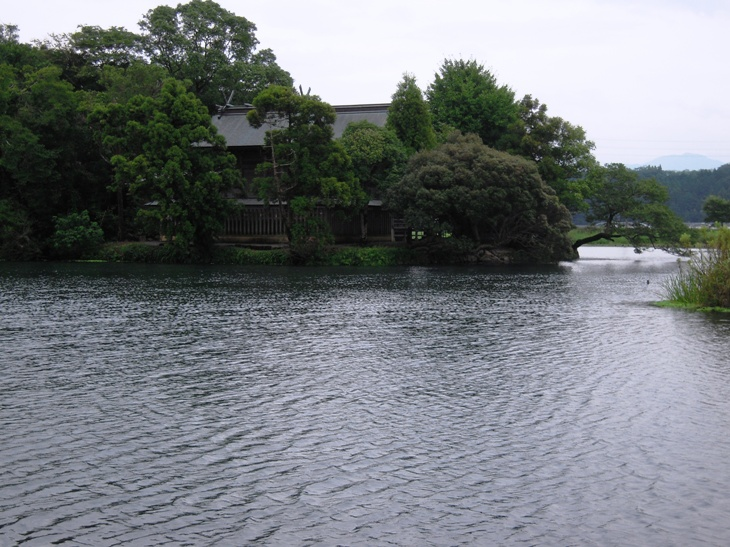
湧水池対岸（北側）から見た浮島神社
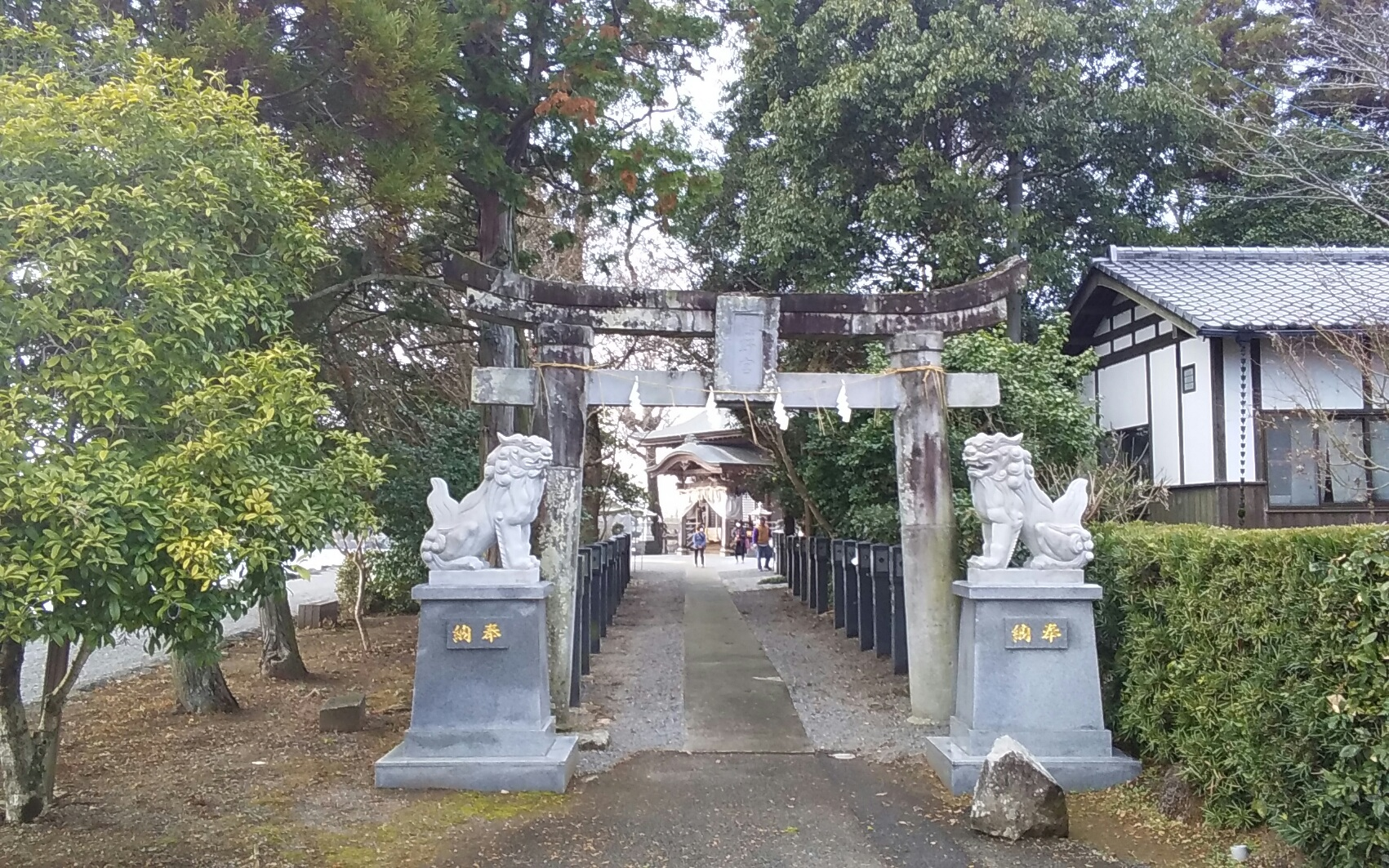
浮島神社の鳥居
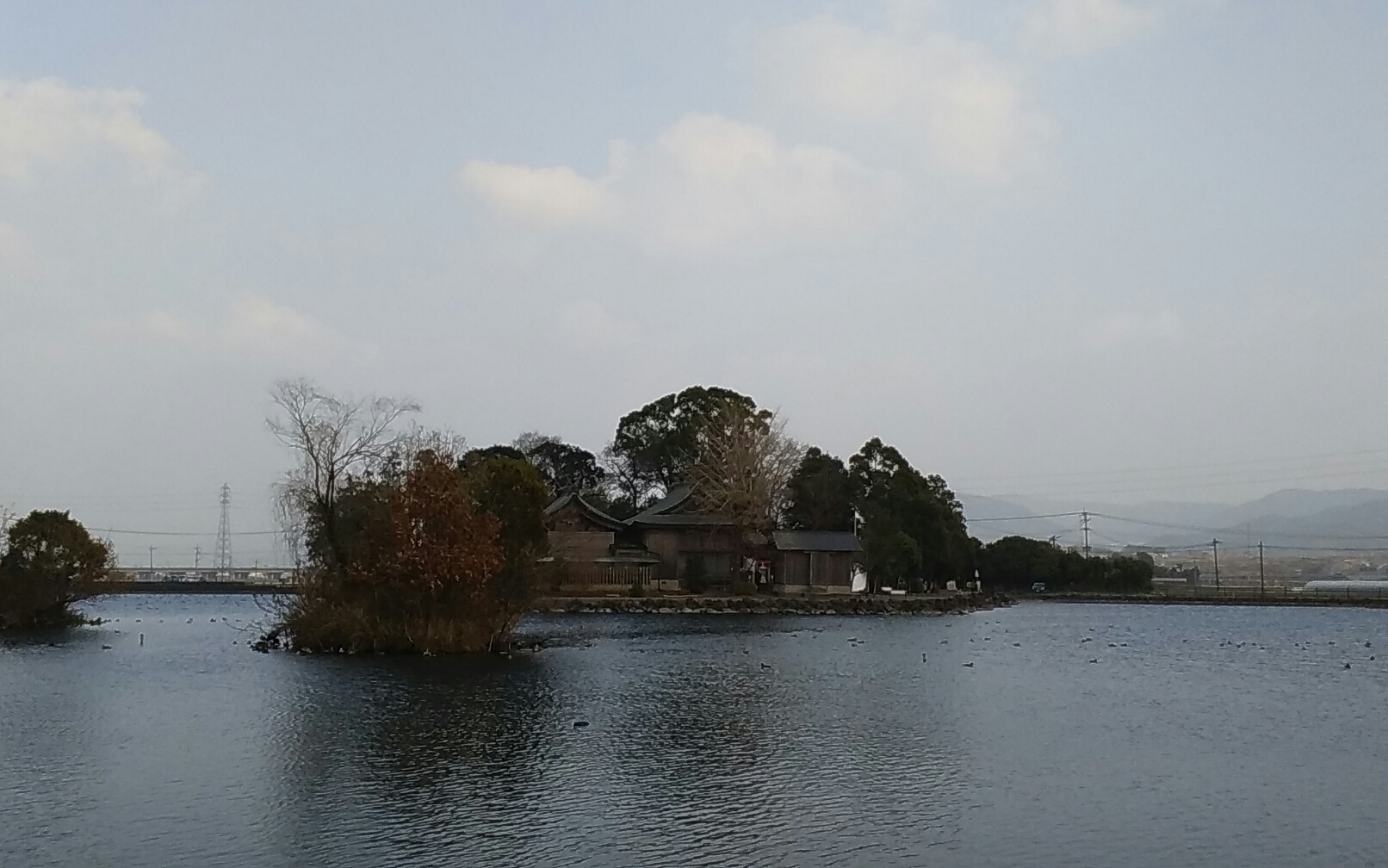
浮島のように見える神社の全景

## 周辺
- 浮島周辺水辺公園
- 九州自動車道 御船IC
- サントリー九州熊本工場
- イオンモール熊本

## 関連図書
- 熊本日日新聞編纂・発行『熊本県大百科事典』、1982年、72頁
- 角川日本地名大辞典編纂委員会編『角川日本地名大辞典43 熊本県』角川書店、1987年、180頁